# ليس إرويس
ليس إرويس هي مدينة من مدن هايتي. يبلغ عدد سكانها 17,340 نسمة وذلك حسب إحصائيات سنة 7 أغسطس 2003. يبلغ ارتفاع المدينة عن سطح البحر قرابة 110 متر.